# Liste bedeutender Tänzer
Die Liste bedeutender Tänzer enthält Tänzerinnen und Tänzer, die Herausragendes in ihrer Disziplin geleistet haben, deren Leistung zumindest professionellem Niveau entspricht und die auch durch ihren Tanz bekannt wurden.
Herausragende Leistungen sind beispielsweise gewonnene Weltmeisterschaften, die Entwicklung, Weiterentwicklung oder Einführung neuer Tanzfiguren oder eines neuen Tanzstils, Berühmtheit in ihrer Epoche, Vortänzer oder Vortänzerin eines bedeutenden Ensembles, die Gründung, Leitung oder Weiterentwicklung einer bedeutenden Tanzschule, Preise und andere bemerkenswerte tänzerische Leistungen. Tänzerinnen und Tänzer, die in mehreren Tanzstilen Bedeutendes geleistet haben, können auch bei mehreren Tanzsparten genannt werden.
Die Liste ist aufgeteilt in Ballett, Moderner Tanz, Show- und Stepptanz, Flamenco und Tanzsport.

## Ballett

### A
- Ahmad Adjdadi (* 1947), iranischer Balletttänzer/-Meister und Choreograph
- Carlos Acosta (* 1973), kubanischer Balletttänzer und Choreograf
- Angèle Albrecht (1942–2000), deutsche Balletttänzerin, Solotänzerin bei Maurice Béjart
- Marie Allard (1742–1802), französische Balletttänzerin am Ballet de l’Opéra de Paris
- Alicia Alonso (1920–2019), kubanische Primaballerina, Ballettdirektorin und Choreografin
- Nino Ananiaschwili (* 1963), georgische Primaballerina und Choreografin
- Gasparo Angiolini (1731–1803), italienischer Balletttänzer, Choreograf und Theoretiker
- Anna Antonitschewa (* 1973), russische Balletttänzerin
- Frederick Ashton (1904–1988), englischer Balletttänzer und Choreograf

### B
- George Balanchine (1904–1983), russisch-amerikanischer Balletttänzer und Choreograf
- Claude Ballon (1671–1744), französischer Tänzer und Ballettmeister
- Mikhail Baryshnikov (* 1948), lettisch-amerikanischer Balletttänzer und Choreograf
- Pina Bausch (1940–2009), deutsche Tänzerin und Choreographin, Tanztheater Wuppertal Pina Bausch
- Pierre Beauchamp (1631–1705), französischer Violinist, Komponist, Tänzer und Choreograf
- Maurice Béjart (1927–2007), französischer Balletttänzer, Choreograf und Ballettdirektor
- Jérémie Bélingard (* 1975), französischer Balletttänzer, étoile, Ballet de l’Opéra de Paris
- Hannelore Bey (* 1941), deutsche Balletttänzerin, Primaballerina an der Komischen Oper Berlin
- Émilie Bigottini (1784–1858), französische Balletttänzerin
- Michel Blondy (1675–1739), französischer Tänzer und Choreograf
- Julio Bocca (* 1967), argentinischer Balletttänzer
- Roberto Bolle (* 1975), italienischer Balletttänzer
- Heinz Bosl (1946–1975), deutscher Balletttänzer
- August Bournonville (1805–1879), dänischer Balletttänzer und Choreograf
- Guillermina Bravo (1920–2013), mexikanische Balletttänzerin, Choreografin und Ballettdirektorin
- Carlotta Brianza (1865–1938), italienische Primaballerina
- Erik Bruhn (1928–1986), dänischer Balletttänzer und Choreograf
- Darcey Bussell (* 1969), britische Tänzerin

### C
- Ursula Cain (1927–2011), deutsche Tänzerin und Pädagogin, Erste Solotänzerin Leipziger Oper
- Marie Camargo (1710–1770), französische Tänzerin
- Barbara Campanini (1721–1799), italienische Tänzerin
- Leslie Caron (* 1931), französische Tänzerin und Schauspielerin
- Gloria Castro, kolumbianische Balletttänzerin und -lehrerin
- Fanny Cerrito (1817–1909), italienische Primaballerina
- Cyd Charisse (1922–2008), amerikanische Ballett- und Stepptänzerin
- Alina Cojocaru (* 1981), rumänische Balletttänzerin
- Misty Copeland (* 1982), in Kansas City (Missouri) USA, Afroamerikanische Balletttänzerin und Primaballerina
- Mia Čorak Slavenska (1916–2002), kroatische und US-amerikanische Balletttänzerin und Primaballerina
- Jean Coralli (1779–1854), italienischer Tänzer und Choreograf, Pariser Oper, schuf mit Jules Perrot das Ballett „Giselle“
- Elena Cornalba (um 1860 – nach 1895), italienische Primaballerina
- Joaquín Cortés (* 1969), spanischer Balletttänzer, Flamencotänzer und Choreograf
- Richard Cragun (1944–2012), amerikanischer Tänzer
- John Cranko (1927–1973), britischer Balletttänzer und Choreograf
- Birgit Cullberg (1908–1999), schwedische Tänzerin und Choreografin

### D
- Jean Dauberval (1742–1806), französischer Tänzer aus dem 18. Jahrhundert, auch Choreograf
- Gisela Deege, deutsche Balletttänzerin, Tanzpartnerin von Hans von Kusserow und Edel von Rothe
- De Lafontaine (1655–1738), französische Tänzerin, erste professionelle Balletttänzerin
- Jutta Deutschland (* 1958), deutsche Balletttänzerin, Primaballerina
- Jorge Donn (1947–1992), argentinisch-französischer Balletttänzer
- Anthony Dowell (* 1943), englischer Balletttänzer und Choreograf
- Ana Đorđević (* 1986), serbische Ballerina und Choreografin
- André Doutreval österreichischer Tänzer, Ballettdirektor und Choreograf a. D., anschließend Ballettschule und Ballett-Arena Kassel[1]
- Nacho Duato (* 1957), spanischer Balletttänzer und Choreograf, Compañía Nacional de Danza, Madrid, Nederlands Dans Theater, Den Haag
- Aurélie Dupont (* 1973), französische Balletttänzerin, étoile, Ballet de l’Opéra de Paris
- Marie Duronceray (1727–1772), französische Balletttänzerin

### E
- Eugenie Platonowna Eduardowa (1882–1960), russische Demi-caractère-Ballerina, einflussreiche Ballettpädagogin
- Fanny Elssler (1810–1884), österreichische Balletttänzerin
- Eva Evdokimova (1948–2009), US-amerikanische Balletttänzerin und Prima Ballerina Assoluta

### F
- Suzanne Farrell (* 1945), US-amerikanische Balletttänzerin
- Benjamin Feliksdal (* 1940), niederländischer Balletttänzer
- Amalia Ferraris (1832–1904), italienische Ballerina
- Alessandra Ferri (* 1963), italienische Balletttänzerin
- Sergei Jurjewitsch Filin (1970), russischer Balletttänzer und Leiter des Bolschoi-Balletts
- Eugénie Fiocre (1845–1908), französische Balletttänzerin
- Michel Fokine (1880–1942), russischer Balletttänzer und Choreograf
- Margot Fonteyn (1919–1991), englische Balletttänzerin, Prima Ballerina Assoluta
- Carla Fracci (1936–2021), italienische Primaballerina
- Fujikage Seiju (1880–1966), japanische Tänzerin, Pionierin des Shin-Buyō

### G
- Adeline Genée (1878–1970), dänische Balletttänzerin
- Pawel Gerdt (1844–1917), russischer Ballett-Tänzer und Pädagoge
- Yvonne Georgi (1903–1975), deutsche Balletttänzerin
- Carl Godlewski (1862–1949), deutsch-österreichischer Ballettmeister und Choreograf
- Alexander Godunov (1949–1995), russischer Balletttänzer
- Carlotta Grisi (1819–1899), italienische Balletttänzerin, erste Giselle
- Tatjana Gsovsky (1901–1993), russisch-deutsche Balletttänzerin, Choreografin und Ballettmeisterin
- Sylvie Guillem (* 1965), französische Balletttänzerin und Choreografin
- Marie Madeleine Guimard (1743–1816), französische Tänzerin
- Marie Guy-Stephan (1818–1873), französische Tänzerin klassischen Tanzes und spanischer Nationaltänze

### H
- Parwin Hadinia (* 1965), schweizerisch-iranische Tänzerin und Choreografin, Moderner Tanz
- Anna Halprin (1920–2021), US-amerikanische Tänzerin und Choreografin
- Dawn Hampton (1928–2016), amerikanische Jazz-Musikerin, Tänzerin und Songwriterin
- Joseph Haßreiter (1845–1940), österreichischer Ballettmeister und Choreograf
- Melissa Hayden (1923–2006), kanadische Balletttänzerin
- Marcia Haydée (* 1937), brasilianische Balletttänzerin, Choreografin und Ballettdirektorin
- Anna Friedrike Heinel (1753–1808), deutsche Balletttänzerin
- Lo Hesse (1889–1983), deutsche Balletttänzerin
- Mathias Heymann (* 1987), französischer Balletttänzer, étoile, Ballet de l’Opéra de Paris
- Laurent Hilaire (* 1962), französischer Balletttänzer und Ballettmeister
- Franz Hilverding (1710–1768), österreichischer Tänzer, Choreograf und Pädagoge
- Benno Hoffmann (1919–2005), deutscher Balletttänzer
- Harald Horn (1928–1999), deutscher Charaktertänzer
- Dieter Hülse (* 1952), deutscher Balletttänzer, Meistertänzer, Komische Oper Berlin
- Anna Huber (* 1965), schweizerische Tänzerin und Choreografin

### I
- Kaya İlhan (1927–2013), türkische Balletttänzerin und erste Ballerina der Türkei

### J
- Günther Jätzlau (1929–1999), deutscher Tänzer und Choreograf, Ballettdirektor, Gründer Deutsches Fernsehballett
- Zizi Jeanmaire (1924–2020), französische Balletttänzerin
- Christian Johansson (1817–1903), schwedischer Ballett-Tänzer und einflussreicher Pädagoge in Russland

### K
- Nina Kavoosi (1945–2016), erste iranische Primaballerina mit Stipendium an der Royal Academy of Dancing London, ausgebildet u. a. unter Ninette de Valois und Margot Fonteyn, Auszeichnung als Ballettmeisterin und Mitglied der Iran Ballet Company
- Birgit Keil (* 1944), deutsche Balletttänzerin, Ballettdirektorin, Erste Solotänzerin Stuttgarter Ballett
- François Klaus, Balletttänzer und Choreograf, Solist unter John Cranko und John Neumeier, künstlerischer Leiter am Theater Bern, folgend beim Queensland Ballet
- Beatrice Knop (* 1972), erste Solotänzerin, Staatsballett Berlin
- Thomas Kraml (* 1981), Österreichischer Staatsmeister und Choreograf
- Lisa Kretzschmar, deutsche Tänzerin und Choreografin, Ballett und Moderner Tanz
- Marianne Kruuse (* 1942), dänische Balletttänzerin, Solistin unter John Neumeier
- Mathilda-Maria Kschessinskaja (1872–1971), russische Balletttänzerin Prima Ballerina Assoluta
- Hans von Kusserow (1911–2001), deutscher Balletttänzer
- Krassimira Koldamova (* 1938), bulgarische Primaballerina

### L
- Lucia Lacarra (* 1975), spanische Balletttänzerin, bekam 2006 und 2008 den Faust-Theaterpreis verliehen
- Katharina Lanner (1829–1908), österreichische Balletttänzerin
- Josefina Lavalle (1924–2009), mexikanische Balletttänzerin, Choreografin und Ballettdirektorin
- Pierina Legnani (1868–1930), italienische Balletttänzerin, Prima Ballerina Assoluta
- Manuel Legris (* 1964), französischer Balletttänzer und Ballettdirektor
- Olga Lepeschinskaja (1916–2008), russische Balletttänzerin
- Agnès Letestu (* 1971), französische Balletttänzerin, Danseuse Ètoile, Ballett der Pariser Oper
- Lior Lev (* 1969), israelischer Balletttänzer und Choreograf
- Sergei Lifar (1904–1986), ukrainisch-französischer Balettänzer und Choreograf
- Maria Litto (1919–1996), deutsche Balletttänzerin, Solotänzerin, Schauspielerin, Prima Ballerina
- Lydia Lopokova (1892–1981), russische Balletttänzerin
- Cläre Lotto (1893–1952), deutsche Balletttänzerin
- Monika Lubitz (* 1943), deutsche Balletttänzerin, Primaballerina, Ballettmeisterin, Deutsche Staatsoper Berlin
- Jean-Baptiste Lully (1632–1687), französischer Komponist und Ballettchoreograf höfischer Tänze
- Swetlana Lunkina (* 1979), russische Balletttänzerin

### M
- Kenneth MacMillan (1929–1992), englischer Balletttänzer und Choreograf
- Lalisa Manobal (* 1997), thailändische K-Pop Tänzerin der Girlgroup BLACKPINK
- Natalja Romanowna Makarowa (* 1940), russische Balletttänzerin
- Vladimir Malakhov (* 1968), russischer Balletttänzer und Choreograf
- Nora Mank (1935–2017), deutsche Balletttänzerin, 1961–1972 Primaballerina an der Deutschen Staatsoper Berlin
- Alicia Markova (1910–2004), englische Balletttänzerin
- José Carlos Martínez (* 1969), spanischer Balletttänzer
- Léonide Massine (1895–1979), russischer Balletttänzer und Choreograf
- Oliver Matz (* 1962), deutscher Balletttänzer, Berliner Kammertänzer, Direktor der Tanz-Akademie Zürich
- Jekaterina Sergejewna Maximowa (1939–2009), russische Balletttänzerin
- Arthur Mitchell (1934–2018), US-amerikanischer Tänzer
- Jessica Mezey amerikanische Balletttänzerin und Prima Ballerina, New York/Düsseldorf
- Igor Moissejew (1906–2007), russischer Balletttänzer
- Gillian Murphy (* 1979), Primaballerina des American Ballet Theatre
- Adele Muzzarelli (1816–1885), italienische Balletttänzerin

### N
- Nicole Nau (* 1963), Tango Argentino und Folklore Argentiniens, Tänzerin deutscher Abstammung
- John Neumeier (* 1939), amerikanischer Balletttänzer und Choreograf
- Vaslav Nijinsky (1889–1950), russischer Balletttänzer und Choreograf, Star der Ballets russes von Djagilew. Nach ihm ist der Nijinsky-Preis benannt.
- Lise Noblet (1801–1852), französische Ballerina an der Pariser Oper
- Jean Georges Noverre (1727–1810), franz. Erneuerer des Balletts, schuf Grundlagen
- Olesya Novikova (* 1984), russische Balletttänzerin, Primaballerina, Mariinski-Ballett
- Marianela Núñez (* 1982), argentinische Balletttänzerin, Principal Dancer, Royal Ballet London
- Rudolf Nurejew (1938–1993), russischer Balletttänzer und Choreograf

### O
- Evgenia Obrastsova (* 1984), russische Balletttänzerin, Primaballerina, Bolschoi-Ballett
- Natalja Ossipowa (* 1986), russische Balletttänzerin, Principal Dancer, Royal Ballet, London
- Clairemarie Osta (* 1970), französische Balletttänzerin, étoile, Ballet de l’Opéra de Paris
- Marina Otto (* 1947), deutsche Balletttänzerin, Primaballerina, Leipziger Oper

### P
- Antonia Pallerini (1790–1870), italienische Prima Ballerina
- Nadezhda Pavlova (* 1956), russische Balletttänzerin, Volkskünstlerin der UdSSR
- Anna Pawlowa (1881–1931), berühmteste russische Balletttänzerin, Ballerina
- Luis Pereyra (* 1965), argentinischer Tänzer und Choreograf für Tango Argentino und Folklore
- Jules Perrot (1810–1892), französischer Tänzer und Choreograf, Pariser Oper, schuf mit Jean Coralli das Ballett Giselle
- Lucien Petipa (1815–1898), französischer Tänzer, Choreograf und Ballettmeister
- Maria Surowschtschikowa-Petipa oder Maria Petipa (1836–1882), russische Primaballerina, Ehefrau und Muse von Marius Petipa
- Marius Petipa (1818–1910), französisch-russischer Balletttänzer und Choreograf
- Roland Petit (1924–2011), französischer Balletttänzer und Choreograf
- Eva Petters (* 1971), österreichische Balletttänzerin, Ausdruckstänzerin und Solistin der Wiener Staatsoper
- Élisabeth Platel (* 1959), französische Balletttänzerin und Pädagogin
- Maja Plissezkaja (1925–2015), russische Balletttänzerin und Choreografin
- Serhij Polunin (* 1989), ukrainischer Balletttänzer
- Emöke Pöstenyi (* 1942), ungarisch/deutsche Tänzerin und Choreografin, Deutsches Fernsehballett
- Gaetano Posterino (* 1974), italienischer Tänzer und Choreograf
- Olga Preobrajenska (1871–1962), russische Balletttänzerin, Prima Ballerina
- Françoise Prévost (um 1680–1741), französische Balletttänzerin, Prima Ballerina
- Mario Perricone (* 1964), deutscher Balletttänzer
- Oliver Preiß (* 1976), deutscher Solotänzer und Choreograph Oper Leipzig

### R
- Sabine Ress (1904–1985), deutsche Tänzerin, einflussreiche Ballettpädagogin, Filmchoreographin
- Carolina Rosati (1826–1905), italienische Primaballerina
- Edel von Rothe (1925–2008), deutsche Balletttänzerin
- Marianna Ryzhkina (* 1970), russische Balletttänzerin
- Ida Lwowna Rubinstein (1885–1960), russische Tänzerin, Schauspielerin und Choreographin

### S
- Swetlana Jurjewna Sacharowa (* 1979), Primaballerina, Bolschoi-Theater Moskau
- Nadja Saidakowa, Erste Solotänzerin des Staatsballetts Berlin
- Marie Sallé (um 1707–1756), französische Balletttänzerin
- James Saunders (1946–1996), US-amerikanischer Tänzer und Choreograf
- Sonia Santiago (* 1966), deutsche Balletttänzerin, Ballettmeisterin
- Mario Johannes Schäfer (* 1972), österreichischer Balletttänzer
- Steffi Scherzer (* 1957), deutsche Balletttänzerin, Primaballerina Deutsche Staatsoper Berlin
- Lilly Scheuermann (1945–2024), österreichische Balletttänzerin
- Tom Schilling (* 1928), deutscher Tänzer und Choreograf
- Wladimir Schkljarow (1985–2024), russischer Balletttänzer
- Martin Schläpfer (* 1959), Schweizer Tänzer und Choreograf
- Joachim von Seewitz (1891–1966), deutscher Podiumstänzer
- Igor Anatoljewitsch Selenski (* 1969), russischer Balletttänzer
- Polina Semionowa (* 1984), russische Balletttänzerin
- Konstantin Michailowitsch Sergejew (1910–1992), russischer Tänzer und Choreograf
- Nikolai Grigorjewitsch Sergejew (1876–1951), russischer Tänzer und Choreograf
- Moira Shearer (1926–2006), englische Balletttänzerin und Schauspielerin
- André Silva (Tänzer) (* vor 1988), brasilianischer Ballerino
- Marie-Thérèse de Subligny (1666–1735), französische Tänzerin
- Galina Stepanenko (* 1966), russische Balletttänzerin
- Hester Swantlow (≈1690–1773) britische Tänzerin und Schauspielerin, „England's first ballerina“

### T
- Marie Taglioni (1804–1884), berühmte italienische Balletttänzerin
- Maria Tallchief (1925–2013), erste US-amerikanische Primaballerina und Osage Indianerin
- Marjorie Tallchief (1926–2021), Schwester von Maria Tallchief, „Première Danseuse Étoile“ an der Pariser Oper
- John Taras (1919–2004), amerikanischer Balletttänzer und Choreograf
- Ludmilla Tchérina (1924–2004), französische Balletttänzerin russischer Herkunft
- Twyla Tharp (* 1941), amerikanische Balletttänzerin und Choreografin
- Norbert Thiel (1936–2011), deutscher Balletttänzer, Meistertänzer, Opernhaus Leipzig
- Natascha Trofimowa (1923–1979), deutsche Primaballerina
- Wachtang Tschabukiani (1910–1992), georgischer Balletttänzer und Choreograf

### U
- Galina Ulanowa (1910–1998), russische Balletttänzerin, Prima Ballerina Assoluta
- Ellen Umlauf (1925–2000), österreichische Balletttänzerin

### V
- Ninette de Valois (1898–2001), französische Balletttänzerin und Choreografin, Gründerin des Royal Ballet
- Konstanze Vernon (1939–2013), deutsche Balletttänzerin und Ballettpädagogin
- Sergei Wicharew (auch: Sergei Vikharev; 1962–2017) russischer Balletttänzer und Choreograf, Pionier auf dem Gebiete der Rekonstruktion klassischer Ballette
- Friedemann Vogel (* 1979), deutscher Balletttänzer, Choreograf und Produzent
- Thomas Vollmer (* 1956), deutscher Tänzer und Choreograf
- John Vye (* 1955), australischer Solotänzer

### W
- Jekaterina Wasem (international: Ekaterina Vazem; 1848–1937), russische Primaballerina und Ballettpädagogin
- Margot Werner (1937–2012), österreichische Ballett- und Showtänzerin
- Jörg Weinöhl (* 1970), deutscher Solotänzer und Choreograph
- Grete Wiesenthal (1885–1970), österreichische Tänzerin, Choreografin und Tanzpädagogin
- Diana Wiktorowna Wischnjowa (* 1976), russische Balletttänzerin
- Pawlo Wirskyj (1905–1975), ukrainischer Tänzer und Choreograf
- Joy Womack (* 1994), US-amerikanische Balletttänzerin, Primaballerina des Moskauer Kreml-Balletts
- Katja Wünsche (* 1981), deutsche Balletttänzerin, Erste Solistin Stuttgarter Ballett

### Z
- Svetlana Zakharova (* 1979), ukrainische Balletttänzerin
- Christl Zimmerl (1939–1976), österreichische Balletttänzerin
- Virginia Zucchi (1849–1930), italienische Ballerina

## Moderner Tanz

### A
- Birgit Åkesson (1908–2001), schwedische Tänzerin, Choreografin, Tanzpädagogin und Tanzforscherin
- Maud Allan (1873–1956), kanadische Tänzerin, Moderner Tanz, Showtänzerin

### B
- Irmgard Bartenieff (1900–1981), deutsch-amerikanische Tänzerin, Choreografin und Tanztherapeutin
- Pina Bausch (1940–2009), deutsche Tänzerin und Choreografin, Moderner Tanz
- Hanna Berger (1910–1962), deutsch-österreichische Tänzerin und Widerstandskämpferin
- Lotte Berk (1913–2003), deutsch-britische Tänzerin, Gymnastik- und Tanzlehrerin
- Gertrud Bodenwieser (1890–1959), österreichische Tänzerin, Choreografin, Tanzlehrerin und Pionierin des Ausdruckstanzes

### C
- Ursula Cain (1927–2011), deutsche Tänzerin und Tanzpädagogin
- Carolyn Carlson (* 1943), US-amerikanische Tänzerin und Choreografin, Direktorin des schwedischen Cullberg Ballet, gegründet von Birgit Cullberg
- Rosalia Chladek (1905–1995), aus Tschechien stammende, aber vor allem in Wien wirkende Tänzerin, Begründerin zeitgenössischer Tanztechnik, Ausdruckstanz
- Régine Chopinot (* 1952), französische Tänzerin und Choreografin
- Deborah Colker (* 1961), brasilianische Tänzerin und Choreografin
- Merce Cunningham (1919–2009), US-amerikanischer Tänzer und Choreograf, Modern Dance

### D
- Clothilde von Derp (1892–1974), deutsche Tänzerin, Vorreiterin des Modernen Tanzes, Tanzpädagogin
- Isadora Duncan (1877–1927), amerikanische Tänzerin, Choreografin, Moderner Tanz, Wegbereiterin des modernen sinfonischen Ausdruckstanzes

### F
- Hertha Feist (1896–1990), deutsche Tänzerin und Choreografin
- Anzu Furukawa (1952–2001), japanische Butoh-Tänzerin und Choreographin

### G
- Valeska Gert (1892–1978), deutsche avantgardistische Ausdruckstänzerin
- Martha Graham (1894–1991), amerikanische Tänzerin, Choreografin und Tanzpädagogin, Erneuerin des Modern Dance
- Dorothee Günther (1896–1975), deutsche Ausdruckstänzerin und Tanzpädagogin

### H
- Heike Hennig (* 1966), deutsche Tänzerin, Choreografin, Regisseurin und Gründerin des Opern- und Tanzensembles Heike Hennig & Co
- Reinhild Hoffmann (* 1943), deutsche Tänzerin und Choreografin, Pionierin des Tanztheaters
- Hilde Holger (1905–2001), in Österreich geborene britische Ausdruckstänzerin, Choreografin und Pionierin des physischen integrierten Tanzes
- Hanya Holm (1893–1992), deutsch-amerikanische Tänzerin, Choreografin und Tanzpädagogin
- Dore Hoyer (1911–1967), deutsche Ausdruckstänzerin und Choreografin
- Anna Huber (* 1965), Schweizer Tänzerin und Choreografin
- Doris Humphrey (1895–1958), US-amerikanische Tänzerin des Modern Dance und Choreografin

### I
- Jessica Iwanson (* 1948), schwedisch-deutsche Tänzerin, Choreografin und Pädagogin

### J
- Kurt Jooss (1901–1979), deutscher Tänzer und Choreograf, Moderner Tanz

### K
- Alice Kaluza (1920–2017), deutsche Tänzerin, Ballettmeisterin und Choreografin
- Johann Kresnik (1939–2019), deutscher Tänzer und Choreograf, Moderner Tanz
- Harald Kreutzberg (1902–1968), deutscher Tänzer, Choreograf und Filmschauspieler
- Judith Kuckart (* 1959), deutsche Tänzerin, Choreografin, Regisseurin, Moderner Tanz

### L
- Louise Lecavalier (* 1958), kanadische zeitgenössische Tänzerin
- Bella Lewitzky (1913–2004), amerikanische Tänzerin und Choreografin, Jazzdance
- Maja Lex (1906–1986), deutsche Tänzerin, Choreografin und Pädagogin, Begründerin des Elementaren Tanzes
- Tanja Liedtke (1977–2007), deutsche Tänzerin und Choreografin
- José Limon (1908–1972), amerikanischer Choreograf und Tänzer, Modern Dance

### M
- Peter McCoy (* 1971), amerikanisch-deutscher Choreograf für Contemporary Modern Dance, Peter McCoy Dance Company in München
- Thomas Mettler (* 1958), Schweizer Tänzer und Choreograf
- Jo Mihaly (1902–1989), Deutsch Tänzerin und Schriftstellerin

### O
- Armen Ohanian (1887–1976),  armenische Tänzerin, Choreografin, Gründerin einer Tanzschule in Mexico, Schauspielerin, Schriftstellerin und Übersetzerin

### P
- Gret Palucca (1902–1993), deutsche Balletttänzerin und Ausdruckstänzerin, Gründerin der Palucca-Schule Dresden
- Gaetano Posterino (* 1974), italienischer Tänzer und Choreograf
- Yvonne Pouget (* 1967), deutsch-italienische Choreografin und Tänzerin
- Liane de Pougy (1869–1950), französische Tänzerin und Schriftstellerin

### R
- Yvonne Rainer (* 1934), amerikanische Choreografin, Tänzerin und Filmemacherin, postmoderner Tanz
- Fe Reichelt (1925–2023), deutsche Tänzerin, Choreografin und Tanztherapeutin
- Leni Riefenstahl (1902–2003), deutsche Tänzerin, Choreografin, Schauspielerin, Filmregisseurin und Fotografin
- Antony Rizzi (* 1965), amerikanischer Tänzer und Choreograf
- Henning Rübsam, deutscher Tänzer, Choreograf, Regisseur und Tanzpädagoge

### S
- Alexander Sacharoff (1886–1963), ukrainisch-deutscher Maler, Tänzer und Choreograf, Vorreiter des Modernen Tanzes
- Arila Siegert (* 1953), deutsche Tänzerin, Moderner Tanz, Choreografin
- Daisy Spies (1905–2000), deutsche Ausdruckstänzerin, Ballettchefin und Choreografin
- Daniel Spoerri (1930–2024), rumänisch-schweizerischer Bildender Künstler, Schauspieler, Regisseur und Tänzer, Moderner Tanz
- Ruth St. Denis (1879–1968), amerikanische Tänzerin, Moderner Tanz, Choreografin, Lehrerin von Martha Graham
- Françoise Sullivan (* 1923), kanadische Malerin, Bildhauerin, Tänzerin und Choreografin

### T
- Glen Tetley (1926–2007), amerikanischer Balletttänzer und Choreograf
- Birgitta Trommler (* 1944), deutsche Tänzerin, Choreografin und Regisseurin
- Edith Türckheim (1909–1980), deutsche Ausdruckstänzerin und Choreografin

### W
- Sasha Waltz (* 1963), deutsche Tänzerin und Choreografin von modernem Tanztheater
- Cilli Wang (1909–2005), österreichische Tänzerin und Kabarettistin
- Jean Weidt (1904–1988), deutscher Tänzer, Begründer des proletarischen und antifaschistischen Ausdruckstanzes und Choreograf
- Johannes Wieland (* 1967), deutscher Tänzer, Choreograf und Tanzpädagoge
- Mary Wigman (1886–1973), deutsche Tänzerin und Choreografin, Begründerin des Ausdruckstanzes
- Jörg Weinöhl (* 1970), deutscher Solotänzer und Choreograph

### Z
- Nadav Zelner (* 1992), israelischer Tänzer und Choreograf

## Show- und Stepptanz

### A
- Paula Abdul (* 1962), US-amerikanische Choreografin und Pop-Sängerin
- Ross Antony (* 1974), britischer Musicalsänger und -tänzer
- Fred Astaire (1899–1987), amerikanischer Stepptänzer
- Jane Avril (1868–1943), französische Cancan-Tänzerin

### B
- Josephine Baker (1906–1975), amerikanische Showtänzerin
- Susan Baker (* 1946), deutsche Showtänzerin, Solotänzerin Deutsches Fernsehballett
- Steve Barton (1954–2001), amerikanischer Tänzer und Musicalschauspieler
- Anita Berber (1899–1928), deutsche Showtänzerin und Schauspielerin

### C
- Leslie Caron (* 1931), französische Tänzerin und Schauspielerin
- Marlène Charell (* 1944), deutsch-französischer Revuestar
- Cyd Charisse (1922–2008), amerikanische Ballett- und Stepptänzerin
- Dean Collins (1917–1984), US-amerikanischer Swingtänzer

### D
- Sammy Davis Jr. (1925–1990), amerikanischer Show- und Stepptänzer, Filmschauspieler

### F
- Jürgen Feindt (1930–1978), deutscher Ballett- und Showtänzer
- Michael Flatley (* 1958), amerikanischer Irishtapdance-Tänzer, Choreograf, Regisseur und Produzent
- Bob Fosse (1927–1987), amerikanischer Tänzer und Schauspieler, Choreograf und Regisseur
- Loïe Fuller (1862–1928), amerikanische Showtänzerin, Schlangentänzerin, Burlesken-Schauspielerin und Sängerin

### G
- Rainer Genss, deutscher Showtänzer, Solotänzer, Friedrichstadt-Palast Berlin
- La Goulue (1866–1929), französische Cancantänzerin

### H
- Mata Hari (1876–1917), niederländische Showtänzerin und Spionin für den deutschen Geheimdienst
- Helen (* 1939), klassische indische Tänzerin, Schauspielerin und Tänzerin in Bollywoodfilmen
- Gregory Hines (1946–2003), amerikanischer Stepptänzer
- Djimon Hounsou (* 1964), beninisch-amerikanischer Tänzer in Musikvideos, Filmschauspieler

### I
- Margaret Illmann (* 1965), australische Ballett- und Showtänzerin, Schauspielerin
- Niddy Impekoven (1904–2002), deutsche Ballett- und Showtänzerin, Schauspielerin

### J
- La Jana (1905–1940), deutsche Revuetänzerin und Schauspielerin
- Michael Jackson (1958–2009), US-amerikanischer Popsänger, Tänzer, Songschreiber, Produzent und Entertainer
- Günther Jätzlau (1929–1999), deutscher Tänzer und Choreograf, Ballettdirektor, Gründer des Deutschen Fernsehballetts

### K
- Gene Kelly (1912–1996), amerikanischer Stepptänzer und Filmschauspieler
- Kessler-Zwillinge (* 1936), deutsche Showtänzerinnen
- Uwe Kröger (* 1964), deutscher Showtänzer und Musicalstar
- Evelyn Künneke (1921–2001), deutsche Showtänzerin und Sängerin

### L
- Ute Lemper (* 1963), deutsche Sängerin, Tänzerin, Schauspielerin und Musicaldarstellerin

### M
- Manuel-Joel Mandon (* 1966), französisch-deutscher Choreograf für Shows und Filme, Berliner Dance Company MM-Dancers
- Frankie Manning (1914–2009), US-amerikanischer Swing-Tänzer, Tanzlehrer und Choreograf
- Kristina Merkel, deutsche Showtänzerin, Solotänzerin, Friedrichstadt-Palast Berlin
- Ann Miller (1923–2004), amerikanische Stepptänzerin
- Lola Montez (1821–1861), irische Showtänzerin und Hochstaplerin, Geliebte Ludwigs I. von Bayern

### N
- Nicole Nau (* 1963), deutsch-argentinische Tangotänzerin und Tänzerin für argentinische Folklore
- Nicholas Brothers, US-amerikanische Stepptänzer, bestehend aus dem Duo Fayard Nicholas (1914–2006) und Harold Nicholas (1921–2000)

### O
- Donald O’Connor (1925–2003), amerikanischer Showtänzer und Musicaldarsteller

### P
- Luis Pereyra (* 1965), argentinischer Tänzer und Choreograf, Tango und Folklore Argentiniens
- Emöke Pöstenyi (* 1942), deutsche Choreografin, Fernsehballett Solotänzerin
- Alina-Bianca Popa (* 1977), deutsche Choreografin für Shows und Filme, Star- und Stagecoach
- Eleanor Powell (1912–1982), amerikanische Tänzerin und Filmschauspielerin
- Nina Proll (* 1974), österreichische Musical- und Filmschauspielerin

### R
- Chita Rivera (1933–2024), amerikanische Musicaldarstellerin
- Bill Bojangles Robinson (1878–1949), amerikanischer Stepptänzer
- Ginger Rogers (1911–1995), amerikanische Stepptänzerin
- Marika Rökk (1913–2004), deutsche Showtänzerin
- Herbert Ross (1927–2001), amerikanischer Musicalchoreograf und Filmregisseur

### S
- Detlef Soost (* 1970), deutscher Choreograf

### T
- John Travolta (* 1954), amerikanischer Schauspieler und Showtänzer

### W
- Gisela Walter, deutsche Tänzerin, Choreografin und Ballettdirektorin am Friedrichstadt-Palast Berlin
- Margot Werner (1937–2012), österreichische Ballett- und Showtänzerin

## Flamenco

### A
- Elena Andújar (* 1967)
- Carmen Amaya (1913–1963)
- Juana Amaya Juana García Gómez (* 1968)
- Rafael Amargo (* 1975)
- La Argentina (1888–1936), spanische Flamenco-Tänzerin und Choreografin
- La Argentinita (1897–1945), spanische Flamenco-Tänzerin, Choreografin und Sängerin

### B
- Sara Baras Sara Pereyra Baras (* 1971)
- Javier Barón (* 1963)
- Isabel Bayón (* 1969)

### C
- Antonio Canales Antonio Gómez de los Reyes (* 1961)
- Manuela Carrasco Salazar (* 1958)
- Rafaela Carrasco (* 1972)
- La Chunga Micaela Flores Amaya (1938–2025)
- Ciro Ciro Diezhandino Nieto (1932–2020)
- Matilde Coral (* 1935)
- Carmen Cortés (* 1957)
- Joaquín Cortés Joaquín Pedraja Reyes (* 1969)
- Nina Corti (* 1953)

### E
- Merche Esmeralda, Mercedes Rodríguez Gamero  (* 1947 oder 1950)

### F
- La Faraona Pilar Montoya Manzano (1960–2015)
- El Farruco Antonio Montoya Flores (1935–1997)
- Farruquito Juan Manuel Fernández Montoya (* 1982)

### G
- Antonio Gades Antonio Esteve Ródenas (1936–2004)
- Israel Galván (* 1973)
- Pastora Galván (* 1980)
- Aída Gómez (* 1967)
- José Granero José Greller Friesel (1936–2006)
- El Güito Eduardo Serrano Iglesias (1942–2025)

### H
- Cristina Hoyos (* 1946)

### I
- Pastora Imperio, Pastora Rojas Monje, (um 1887–1979)

### J
- María Juncal (zeitgen.)

### L
- Javier Latorre Javier Antonio García Expósito (* 1963)
- Carmen Ledesma (* 1956)
- Manuel Liñán (* 1980)
- Pilar López Júlvez (1912–2008), spanische Tänzerin und Choreografin
- La Lupi Susana Lupiañez (* 1971)

### M
- Juana la Macarrona (1870–1947)
- Magdalena la Malena (1877–1956)
- Manolete (1945–2022)
- Mariemma (1917–2008)
- Andrés Marín (* 1969)
- Belén Maya (* 1966)
- Mario Maya (1937–2008)
- Milagros Mengíbar (* 1952)
- Rocío Molina (* 1984)
- Fuensanta la Moneta (* 1984)
- Leonor Moro (* 1973)

### N
- Antonio Najarro (* 1975)

### O
- Rubén Olmo (* 1980)

### P
- María Pagés (* 1963)
- Ana Parrilla Ana Fernández Molina (1953–2004)
- Olga Pericet (* 1975)

### R
- Rosario, eigentlich Florencia Pérez Padilla (1918–2000)
- Antonio Ruiz Soler Antonio El Bailarín (1921–1996)
- José Antonio Ruiz, José Antonio (* 1951)
- Mercedes Ruiz (* 1980)

### S
- Maria Serrano Maria del Mar Serrano Rebollo (* 1975)
- La Singla Antonia Singla (* 1948)

### T
- Tibu la Tormenta Henriette Yedid-Halevi Lubart (1974–2003), amerikanisch-spanischer Herkunft
- Trini España, eigentlich Trinidad Pérez Blanco (1937–2009)

### U
- José de Udaeta (1919–2009)

### V
- Angelita Vargas (* 1949)
- Manuela Vargas (1941–2007)
- Miguel Vargas (Venezuela * 1975)
- Victoria Eugenia (eigentlich Benita Jabato Muñoz, * 1933)

## Tanzsport

### A
- Roberto Albanese, Lateintänzer, deutscher Meister, Trainer des GGC Bremen, seit 2013 DTV-Verbandstrainer

### B
- Marius-Andrei Balan, Lateintänzer, 4-facher Weltmeister der Amateure (2021–2024), Europameister (Kür) der Amateure (2019), 7-facher Deutscher Meister der Amateure (2012–2016, 2018–2019)
- Dirk Bastert, mehrfacher deutscher Meister, russischer Meister und Gewinner eines World Cups, aktiver Trainer und Wertungsrichter
- Alla Bastert-Tkachenko, mehrfache deutsche Meisterin, russische Meisterin und Gewinnerin eines World Cups, aktive Trainerin und Wertungsrichterin
- Luca Baricchi, Italienischer Standardtänzer, mehrfacher Weltmeister der Professionals, aktiver Trainer und Wertungsrichter
- Jasmina Valentina Berardi, mehrfache Welt- und Europameisterin Salsa, Bachata, Merengue, Latino Show
- Loraine Barry, Standardtänzerin, mehrfache Weltmeisterin der Professionals, aktive Trainerin und Wertungsrichterin
- Alessia Betti, Standardtänzerin, mehrfache Weltmeisterin
- Max-Ulrich Busch, Weltmeister 1982, mehrfacher deutscher Meister, seit 2011 DTV-Verbandstrainer
- Donnie Burns MBE (* 1959), Lateintänzer, 14-facher Weltmeister der Professionals (1984–1996, 1998), Weltmeister der Amateure (1981)

### C
- Riccardo Cocchi (* 1977), Lateintänzer, 10-facher Weltmeister der Professionals (2010–2019), Weltmeister (Kür) der Professionals (2009)

### D
- Stefano Di Filippo
- Annalisa Di Filippo, Lateintänzerin

### E
- Isabel Edvardsson (* 1982), schwedische Standardtänzerin, Europameister Professional Standard Kür 2007
- Stefan Erdmann (* 1975), deutscher Profitänzer und Deutscher Kürmeister in den Lateinamerikanischen Tänzen

### F
- Franco Formica, Lateintänzer, 3-facher Weltmeister der Amateure (2002–2004), 4-facher Deutscher Meister der Amateure (2001–2004), 4-facher Deutscher Meister der Professionals (2008–2011)
- Dorin Frecautanu, Lateintänzer, 4-facher Weltmeister der Professionals (2021–2024), 5-facher Europameister der Professionals (2017–2019, 2022, 2024)
- Thomas Fürmeyer, 10 Tänze, Kür (Professionals), dreifacher Europameister
- Gaynor Fairweather MBE, Lateintänzerin, 14-fache Weltmeisterin der Professionals (1984–1996, 1998), Weltmeisterin der Amateure (1981)

### G
- Mirko Gozzoli, Standardtänzer, mehrfacher Weltmeister
- Florian Gschaider, mehrfacher Österreichischer Staatsmeister Standard und über 10 Tänze

### H
- Renate Hilgert, Weltmeisterin 1982 mit Max-Ulrich Busch, Trainerin
- Michael Hull (* 1959), zehnfacher Weltmeister über 10 Tänze, erfolgreichster deutscher Wettkampftänzer aller Zeiten
- Dirk Heidemann (* 1961), Weltmeisterschafts -Finalist im Kürtanz 1993, jüngster Profitänzer aller Zeiten (17 J.), heute bedeutender Trainer und Choreograf
- Hardy Hermann (* 1961), Weltmeister-Europameister 1983, World-Cup/Gesamt Gewinner 1984, bei den Professionals im Rock´n` Roll, Trainer, Tanzlehrer

### K
- Kelly Kainz (* 1975), englisch-österreichische Tänzerin
- Sascha Karabey (* 1978), deutscher Turniertänzer (Professionals)
- Natascha Karabey (* 1980), deutsche Turniertänzerin (Professionals)
- Hanna Karttunen, Lateintänzerin
- Christoph Kies (* 1982), deutscher Turniertänzer (Amateure), dreifacher Weltmeister
- Giselle Keppel (* 1970), deutsche Turniertänzerin (Professionals)
- Elena Khvorova, Lateintänzerin
- Paul Killick, Lateintänzer (Professionals)
- Maxim Kozhevnikov, Lateintänzer (Professionals)
- Thomas Kraml (österreichischer Tänzer, Professional und Chef Choreograph Dancing Stars[2], Inhaber der größten Tanzschule Österreichs[3])
- Anastassyja Krawtschenko (* 1983), Tänzerin und Tanzsporttrainerin
- Slavik Kryklyvyy, Lateintänzer

### L
- Walter Laird (1920–2002), englischer Lateintänzer und Tanzlehrer, 3-facher Weltmeister der Professionals (1962–1964)
- Oxana Lebedew (* 1987), Lateintänzerin, Weltmeisterin (Kür) der Professionals (2016), 8-fache Deutsche Meisterin der Professionals (2008–2011, 2014, 2017–2019)
- Serena Lecca, Lateintänzerin
- Jekaterina Leonowa (* 1987), russische Tänzerin in Standard- und Lateinamerikanischen Tänzen
- Joanna Leunis, Lateintänzerin

### M
- Serena Maso, mehrfache Welt- und Europameisterin Salsa, Bachata, Merengue, Latino Show
- Michael Malitowski, Lateintänzer
- Anna Melnikova-Duknauske, Lateintänzerin
- Khrystyna Moshenska, Lateintänzerin, 7-fache Weltmeisterin der Amateure (2012–2014, 2021–2024), 2-fache Europameisterin der Amateure (2012, 2014), Europameisterin (Kür) der Amateure (2019), 4-fache Deutsche Meisterin der Amateure (2015–2016, 2018–2019)

### N
- Holger Nitsche, Amateur-Weltmeister Latein 1997
- Oksana Nikiforova (* 1976), Lateintänzerin, 3-fache Weltmeisterin der Amateure (2002–2004), 4-fache Deutsche Meisterin der Amateure (2001–2004)

### O
- Beata Onefater, Lateintänzerin

### R
- Blanca Ribas Turón (* 1982), 10-Tänze, dreifache Amateur-Weltmeisterin
- Lorraine Reynolds, englische Lateintänzerin, 3-fache Weltmeisterin der Professionals (1962–1964)
- Sergey Ryupin, Lateintänzer

### S
- Marina Sergeeva, Lateintänzerin, 4-fache Weltmeisterin der Professionals (2021–2024), 5-fache Europameisterin der Professionals (2017–2019, 2022, 2024)
- Sanfilippo Tabo Simone (* 5. Januar 1990), mehrfacher Welt- und Europameister Salsa, Bachata, Merengue und Latino Show
- Andrej Skufca, Lateintänzer
- Karina Smirnoff, Lateintänzerin
- Manuela Stöckl, mehrfache Österreichische Staatsmeisterin Standard und über 10 Tänze
- Kristina Stokkebroe, Lateintänzerin
- Peter Stokkebroe, Lateintänzer

### T
- Vibeke Toft, Lateintänzerin
- Allan Tornsberg, Lateintänzer

### V
- Louis Van Amstel, Lateintänzer
- Carmen Vincelj (* 1972), Lateintänzerin, 9-fache Weltmeisterin der Professionals (1999–2007), Weltmeisterin (Kür) der Professionals (1997), 7-fache Europameisterin der Professionals (1999–2003, 2005–2006), 9-fache Deutsche Meisterin der Professionals (1997, 2000–2007)

### W
- Bryan Watson (* 1969), Lateintänzer, 9-facher Weltmeister der Professionals (1999–2007), Weltmeister der Amateure (1991), 7-facher Europameister der Professionals (1999–2003, 2005–2006), 8-facher Deutscher Meister der Professionals (2000–2007)
- Marcus Weiß (* 1974), Standardtänzer
- Joanne Wilkinson, Lateintänzerin
- Michael Wentink, Lateintänzer (Professionals), Amateur-Weltmeister 1998
- Katarina Witt (* 1965), mehrfache Olympiasiegerin, Weltmeisterin und Europameisterin im Eiskunstlauf

### Z
- Yulia Zagoruychenko (* 1981), Lateintänzerin, 10-fache Weltmeisterin der Professionals (2010–2019), 3-fache Weltmeisterin (Kür) der Professionals (2005–2006, 2009)